# 441563 Domanski
441563 Domanski è un asteroide della fascia principale. Scoperto nel 2008, presenta un'orbita caratterizzata da un semiasse maggiore pari a 3,9939978 au e da un'eccentricità di 0,2314180, inclinata di 2,78500° rispetto all'eclittica.
L'asteroide è dedicato all'astrofilo polacco Juliusz Domanski.